# Buste de Clément X
Le Buste de Clément X est une œuvre de marbre sculptée en 1676 par le Bernin et conservée à la galerie nationale d'Art ancien du palais Barberini à Rome.

## Présentation
Les origines de ce portrait du pape Clément X demeurent incertaines. Pour Rudolf Wittkower, il en existait trois versions en 1676. L'une était destinée au neveu du pape, le cardinal Paluzzo Paluzzi Altieri Degli Albertoni, une autre au réfectoire de l'église de la Santissima Trinità dei Pellegrini, et une troisième à la bibliothèque du palais Altieri. Selon Wittkower, c'est la dernière d'entre elles qui se trouve au palais Barberini, alors que E. A. Barletta estime qu'il s'agit plutôt de la version de la Santissima Trinità.
Il existe également un buste de bronze, d'après les dessins du Bernin, conservé au Minneapolis Institute of Art. Il semble avoir été exécuté plus tôt que celui du palais Barberini, vers 1671.
La statue du palais Barberini a été exposée au J. Paul Getty Museum de Los Angeles et à la Galerie nationale d'Australie à Canberra.